# Jean-Jacques Andrien
Jean-Jacques Andrien (Verviers, 1 de junho de 1944) é um cineasta e produtor belga de expressão francesa.

## Biografia
Nascido na Valónia francófona, Andrien é diplomado pelo INSAS (Instituto Nacional Superior das Artes do Espectáculo) de Bruxelas. No final do curso realiza, em 1970 e 1971, duas curta-metragens de ficção: La pierre qui flotte e Le rouge, le rouge et le rouge.
Entre 1972 e 1975 realiza a sua primeira longa-metragem, Le fils d'Amr est mort, protagonizada por Pierre Clémenti.
Em 1976 funda a Associação Belga dos Realizadores Produtores de Filmes. 
Depois de realizar o filme Australia, em 1989, dedica-se apenas à produção. 

## Filmografia

### Como realizador e produtor
- 1975 - Le fils d'Amr est mort
- 1981 - Le grand paysage d'Alexis Droeven
- 1989 - Australia

### Só como produtor
- 1992 - Parfois trop d'amour
- 2001 - Quand les hommes pleurent...
- 2004 - L'enfant endormi

## Prémios e nomeações
- 1975 - Grand Prix do Festival de Locarno, com o filme Le fils d'Amr est mort